# Isla Aguada
Isla Aguada ist eine Kleinstadt auf der gleichnamigen, zum Teil palmenbestandenen Nehrung zwischen der Laguna de Términos und der Südküste des Golfs von Mexiko im mexikanischen Bundesstaat Campeche. Der Ort zählt seit dem Jahr 2020 zu den  „Magischen Orten“ (Pueblos Mágicos) des Landes.

## Lage und Klima
Nachdem der Ort Isla Aguada jahrzehntelang nur mittels Fähren erreichbar war, wurde er in den 1990er Jahren über zwei jeweils mehr als 3 km lange mautpflichtige Brücken (Puente de la Unidad und Puente Zacatal) an das Festland angebunden. Er liegt etwa 165 km (Fahrtstrecke) südwestlich von Campeche und etwa 37 km nordöstlich von Ciudad del Carmen. Das Klima ist meist schwülwarm bis heiß, Regen (ca. 1000 bis 1200 mm/Jahr) fällt überwiegend in den Sommermonaten.

## Bevölkerung
| Jahr      | 2000 | 2020 |
| Einwohner | 4123 | 7620 |

Die meisten Einwohner der Kleinstadt sind indianischer Abstammung; auch der Anteil von Mestizen ist relativ hoch. Nur noch ein kleiner Teil der Einwohner der Gemeinde spricht den regionalen Maya-Dialekt; Umgangssprache ist meist Spanisch.

## Wirtschaft
Lange Zeit war der Ort nur ein Fischerdorf mit etwa 200 Einwohnern. Seit dem Ende des 20. Jahrhunderts spielen der nationale und internationale Bade- und Tauchtourismus die wichtigsten Rollen im Wirtschaftsleben der Kleinstadt, was allerdings auch negative Folgen hat, denn es bestehen zunehmende Probleme durch die Einleitung (weitgehend) ungeklärter Abwässer.

## Geschichte
Isla Aguada war bis zum Jahr 1762 ein Piratennest; der alte Ortsname lautete Puerto Escondido („versteckter Hafen“). Danach siedelten sich Fischer an, die in der ehemals fischreichen Lagune ausreichend Nahrung fanden.

## Sehenswürdigkeiten
- Die gesamte Laguna de Terminos ist seit 2004 als Naturschutzgebiet ausgewiesen; man kann tauchen aber auch Vögel und Delphine beobachten.
- In Kanus kann man zu den Mangrovensümpfen paddeln.
- Es gibt ein Unterwassermuseum (Museo de Arqueología Subacuática).